# 레닌 묘

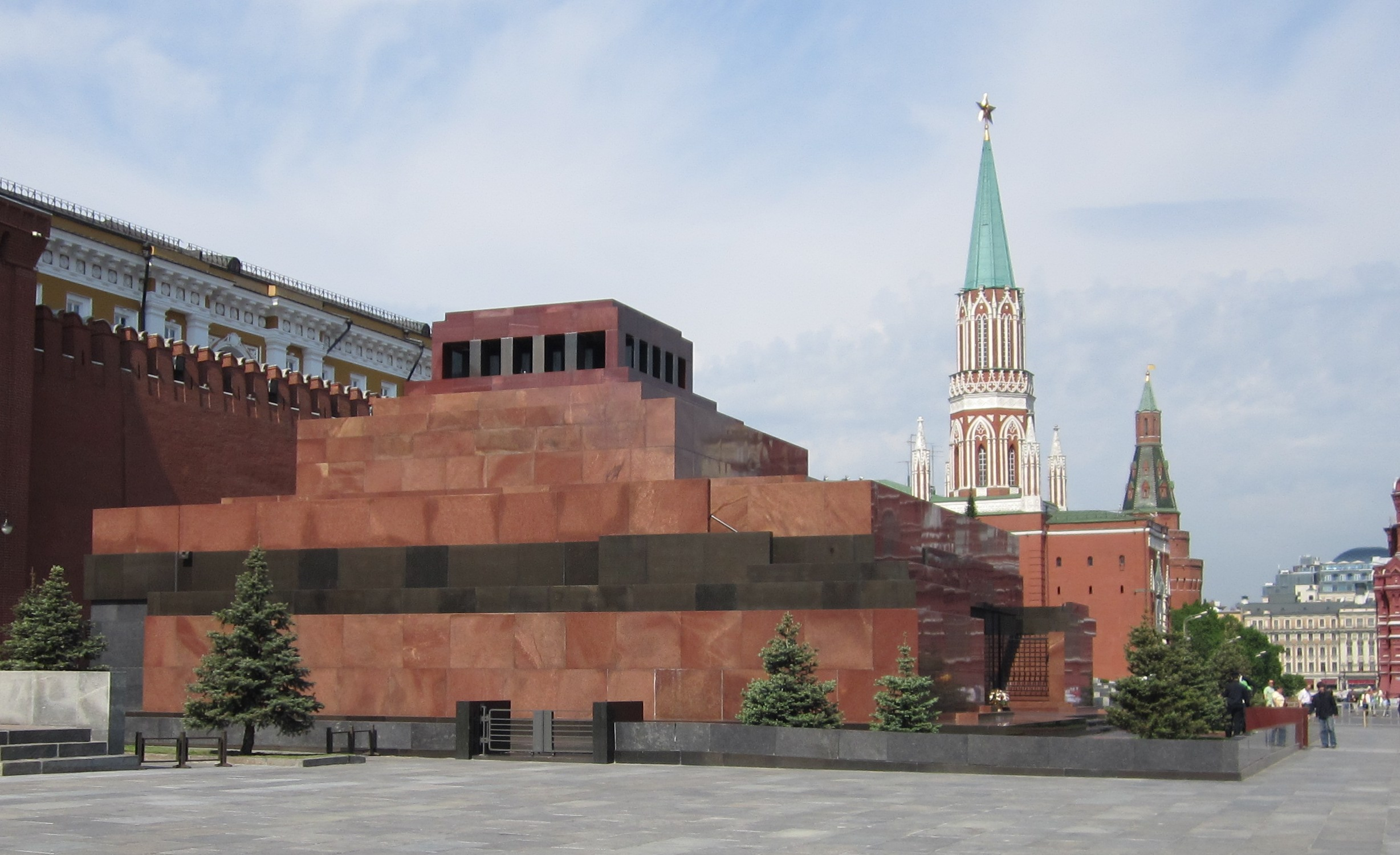
레닌 묘

레닌 묘(러시아어: Мавзоле́й Ле́нина)는 러시아 모스크바 중심부의 붉은 광장에 있는 블라디미르 레닌의 영묘로, 1953년부터 1961년까지는 레닌과 스탈린의 묘(러시아어: Мавзолей Владимира Ильича Ленина и Ио́сифа Виссарио́новича Ста́лина)로 불렸다.

## 역사
1924년 1월 21일 소련 정부는 블라디미르 레닌의 시신을 방부처리 하기로 결심하였으며, 병리학자인 알렉세이 이바노비치 아브리코소프를 방부 처리 담당자로 임명하고 알렉세이 슈체프를 건설 총책임자로 지명했다. 레닌묘는 목조 건축물로 설계되었으나, 벽에서 곰팡이가 발생할 것을 우려한 당국의 걱정에 따라 석조 건축물로 완공되어 1930년에 대중에게 공개되었다.
소련 정부는 무덤을 조성하는 과정을 고대 이집트의 미라 만들기에 빗대어 레닌 묘를 선전했다. 이후 레닌 묘는 다양한 매체에 선전 수단으로 등장하며 전세계적으로 유명해졌고, 크렘린, 붉은 광장과 함께 소련의 국가적 상징으로 자리잡게 되었다.
1953년 레닌의 뒤를 이어 소련의 지도자로 취임한 이오시프 스탈린이 사망하자 소련 당국은 그의 시신도 방부처리되어 레닌 묘에 합장되었다. 이때 기존의 레닌의 묘에서 레닌과 스탈린의 묘로 개칭되었다.
그러나 니키타 흐루쇼프가 집권하고 1961년 스탈린 격하 운동이 정점을 찍으며 스탈린의 시신은 레닌 묘에서 끌려나와 화장되었다. 이후 소련 정부는 레닌의 묘로 무덤의 명칭을 환원하는 등 새 지도부는 스탈린의 흔적을 지우는데 급급했다. 
1991년부터 1993년 사이 소련이 해체되는 과정에서 레닌 묘는 더이상 국가적 지원을 받지 못해 현재는 민간인들의 기부금으로 시설이 유지되고 있다.

## 논란

### 영묘 폐쇄 논란
1993년 러시아 연방 대통령 보리스 옐친이 폐쇄를 주장하여 논란을 촉발하였다. 이 사건의 배후에는 러시아 정교회가 배후에 있었으며, 1999년 보리스 옐친이 온갖 불미스러운 손란으로 사임하면서 이 논란은 종결되었다.

### 레닌 시신 이장 논란
21세기에는 러시아의 일부 정치인들이 다양한 이유로 레닌 시신의 이장을 주장해 모스크바 시민들과 갈등을 빚고 있다.
레닌 시신 이장 논란에 대해 러시아 연방 공산당은 이러한 고인 모욕에 대해 주시할 것이라고 논평을 내며 시신 이장 찬동 세력을 날카롭게 저격했다. 2018년 러시아 공산주의자 협회도 레닌 영묘 수호 운동을 지원 사격하며 고인 모독에 대해 엄중히 처벌할 것을 요구했다.

## 같이 보기
- 개인숭배
- 레닌주의
- 마르크스-레닌주의
- 스탈린주의